# Pink and Blue Blues
Pink and Blue Blues ist ein US-amerikanischer Zeichentrick-Kurzfilm von Pete Burness aus dem Jahr 1952.

## Handlung
Der extrem kurzsichtige Mister Magoo wird von seinen Nachbarn gebeten, am Abend auf ihren kleinen Sohn Homer aufzupassen. Begeistert nimmt Magoo das Angebot an, wollte er doch schon immer einmal Vater sein. Das Telefonat bricht ab, als Magoo seine Zigarre im Sprechapparat des Telefons ablegt und vergeblich versucht, seine Kuckucksuhr als vermeintlichen Münzfernsprecher mit Geld zum Laufen zu bringen. Magoo begibt sich zum Nachbarhaus und kommt dabei auch am berüchtigten Einbrecher „Cat Feed“ Finnegan vorbei, der gerade die Ausgehpläne der Familie belauscht hat und ins Haus einbrechen will.
Magoo beginnt mit dem Babysitten, scheitert aber daran, Homer das Fläschchen zu geben. Der Hund der Familie irritiert ihn, der immer wieder Laut gibt: Der Hund verjagt so den Einbrecher Finnegan, als er durch das offene Fenster in das Haus einsteigen will. Finnegan klettert nun auf das Dach und der Hund schlägt an, sobald er ihn auf dem Dach ausrutschen hört. Magoo folgt der Lärmquelle und verwechselt bald den Hund mit dem auf dem Boden krabbelnden Homer. Nun wird der Hund gefüttert und in der Badewanne gewaschen, während Homer als vermeintlicher Hund aus dem Badezimmer befördert wird. Homer findet eine Tube Rasiercreme und spielt mit ihr. Bald hat er einen großen Rasierschaumbart. Finnegan steigt unterdessen ins Haus ein und will es ausrauben. Magoo bringt den Hund im Kinderzimmer ins Bett und sieht kurz darauf Homer mit dem Rasierschaumbart am Fuß der Treppe sitzen. Er glaubt, es handele sich um einen Einbrecher, rettet den Hund aus dem Kinderbett und alarmiert die Polizei. Finnegan belauscht den Anruf und flüchtet nun panisch, während der Hund und Magoo Jagd auf ihn machen. Am Ende erscheint die Polizei und verhaftet Finnegan. Die erschrockenen Eltern reagieren erleichtert, als Magoo ihnen den eingewickelten Homer überreicht und meint, dass er alles unter Kontrolle gehabt habe. Homer entpuppt sich als der Hund, während der Junge gerade die Einrichtung der Wohnung mit einem kleinen Beil zerlegt.
Die Kuckucksuhr zeigt Mitternacht an. Der Kuckuck erscheint und kurz darauf entlädt sich ein Schwall Münzen aus der Uhr, die der extrem kurzsichtige Magoo stets als Münztelefon angesehen hat.

## Produktion
Pink and Blue Blues kam am 28. August 1952 in Technicolor in die Kinos. Da Magoo im Film einen Fes trägt, wurde die Ausstrahlung in Ägypten verboten.
Die Filmreihe um Mr. Magoo begann 1949 mit dem Kurztrickfilm Ragtime Bear. Pink and Blue Blues war der zehnte Film der Trickfilmreihe. Wie in jeder Magoo-Folge wird die Hauptperson auch in Pink and Blue Blues von Jim Backus gesprochen.

## Auszeichnungen
Pink and Blue Blues wurde 1953 für einen Oscar in der Kategorie „Bester animierter Kurzfilm“ nominiert, konnte sich jedoch nicht gegen Katz und Maus im Walzertakt durchsetzen.